# Celatoblatta immunda
Celatoblatta immunda es una especie de cucaracha terrestre 
del género Celatoblatta, tribu Celatoblattini, subfamilia Polyzosteriinae. Fue descrita científicamente por Shelford en 1911.

## Distribución
Se distribuye por Oceanía: Australia (Queensland).